# Mamba (БТР)
Mamba — південно-африканський повнопривідний неплавучий панцирний транспортер із захистом від мін і засідок (англ. Mine-Resistant Ambush Protected (MRAP)). Збудований на базі шасі Unimog. Транспортер виробляє Land Systems OMC, дочірнє підприємство BAE Systems.

## Історія
У 1970-х років у ПАР почали розробляти автомашини для проведення операцій в районах дії повстанських загонів. Нові машини потребували у першу чергу захисту від часто встановлюваних мін і саморобних вибухових пристроїв (СВП). Внаслідок розробок появились захищені транспортери Casspir, за довгі роки експлуатації якого не загинула жодна особа, що перебувала у ньому, та Buffel. Їх об'єднувала конструкція з специфічним клиноподібним дном, що відводило силу вибуху від кабіни екіпажу.
Маючи багатий досвід проектування машин із захистом MRAP, компанія Land Systems OMC почала розробляти у 1990-х роках модель Mamba на шасі німецької двовісної вантажівки Unimog, спеціально призначену для пересування по пересічній місцевості Африки. Для розробки прототипів використали надлишкові кошти від виробництва захищеного транспортера Buffel.

### Конструкція

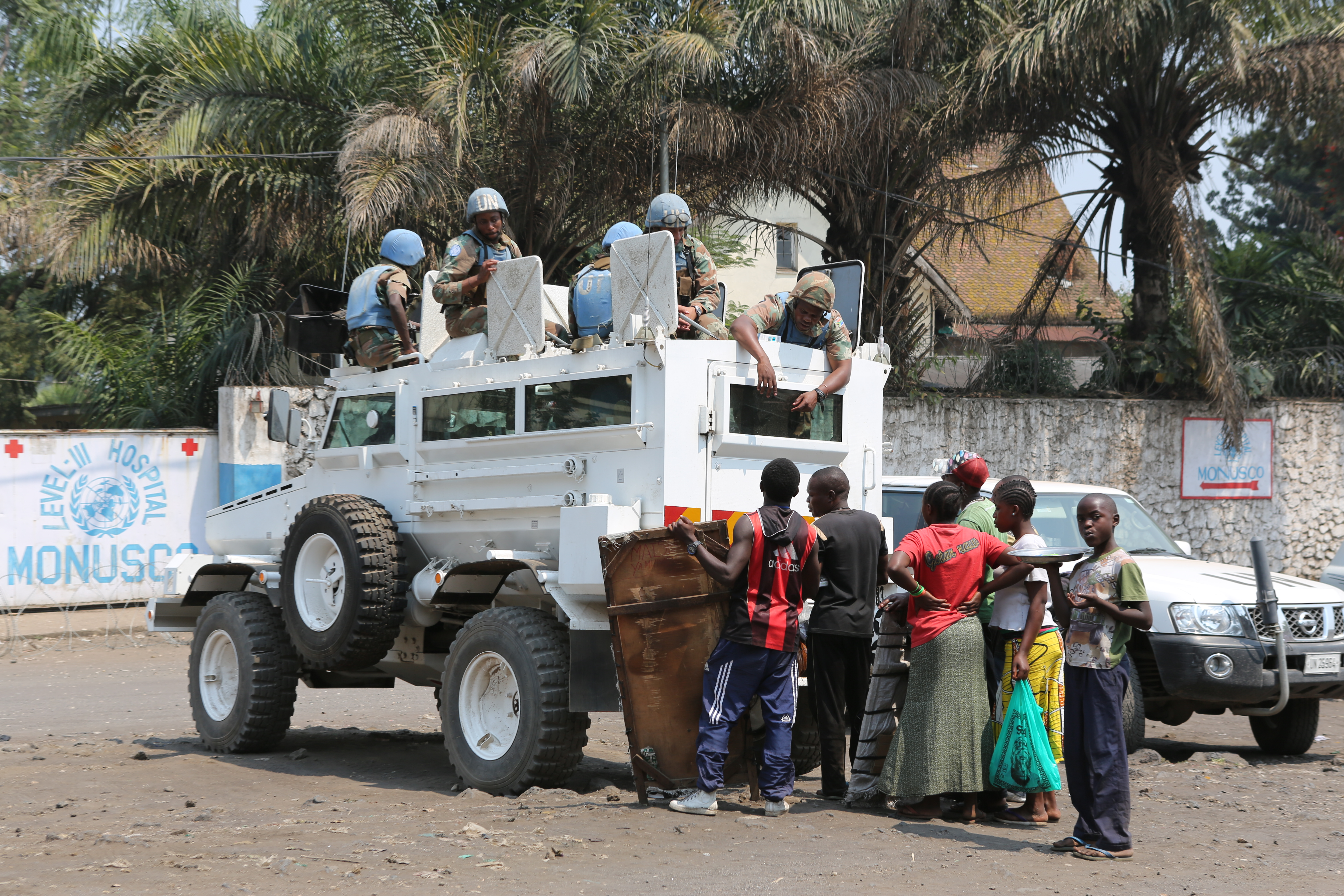
Солдати миротворчих сил ООН в Африці на БТР Mamba

Від Unimog машина успадкувала гарну прохідність, а від попередніх конструкцій похилені панцирні пластини клиноподібного днища, призначених для протистояння прямої дії вибухової хвилі, уламків. Верхня частина кузова витримує попадання куль стрілецької зброї, уламків мін, гранат, артилерійських набоїв. У куленепробивному склі влаштовано амбразури для ведення вогню екіпажем з стрілецької зброї. Спереду сидять водій і командир, над місцем якого у даху розміщено люк, поряд з яким може встановлюватись кулемет. У задній частині кабіни може розміститись до 9 військових з озброєнням. Вони можуть покинути транспортер або через задні двері, чи через люки у даху. При випробовуваннях у Раді з наукових і промислових досліджень (англ. Council for Scientific and Industrial Research, (CSIR)) в Преторії модифікація Mamba Mk5 успішно витримала вибух 10 кг вибухової речовини під корпусом і 14 кг під колесом.

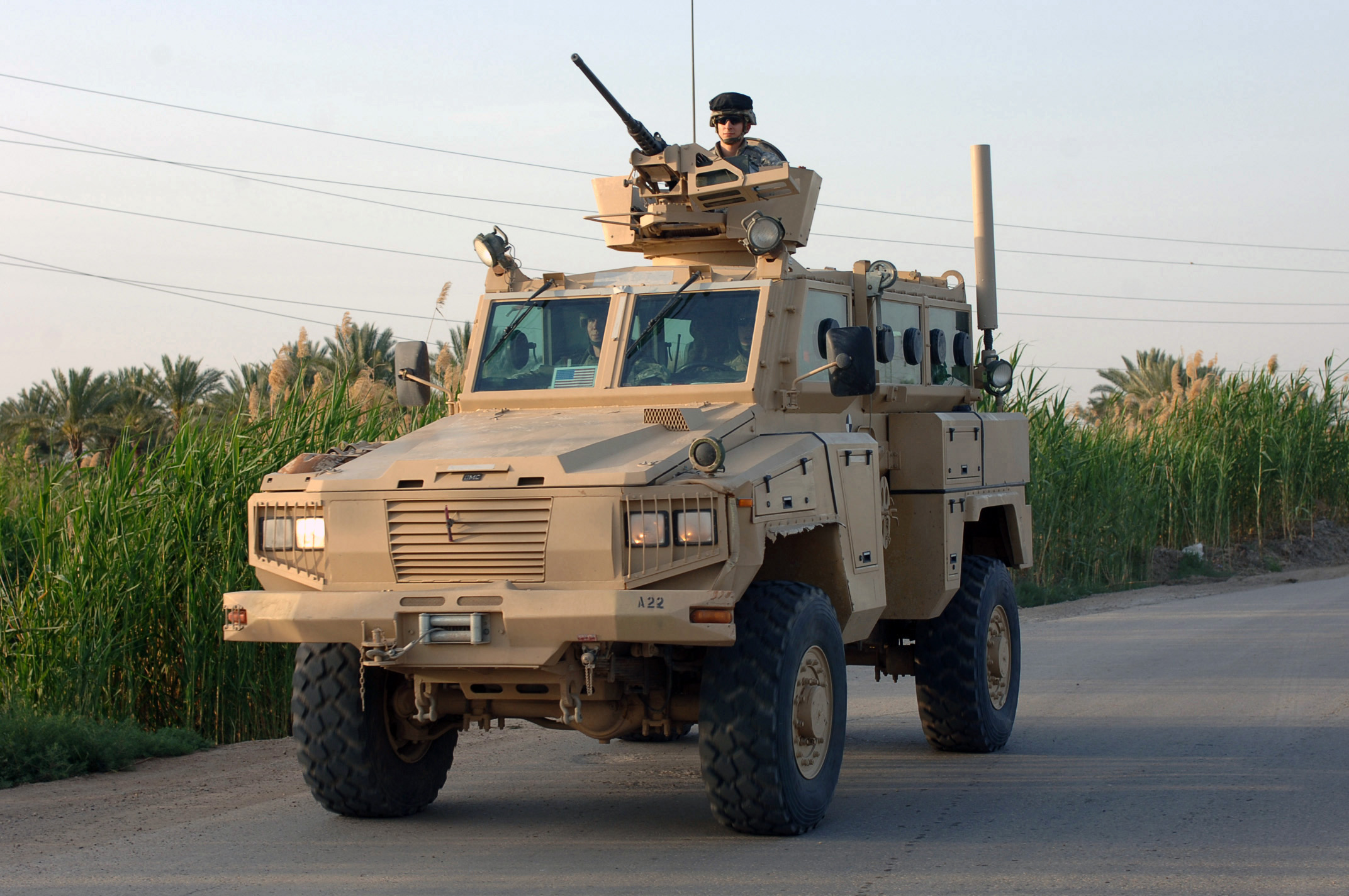
RG-31 Nyala створена на базі Mamba

Модифікації машини можуть бути платформою для встановлення легких видів озброєння, перевезення вантажів. Пропонувалось використовувати Mamba для перевезення VIP-осіб.
Mamba модифікацій Mk2, Mk3 була куплена для Південно-Африканських національних сил оборони, частину використовує військова поліція. Модифікація Mk2 може бути перероблена у Mk3. Окремі модифікації виготовляються для Збройних сил Великої Британії, Естонії, Швеції.
На його основі було створено транспортер RG-31 Nyala, який широко експортується, є багатоцільовою машиною миротворчих сил в Іраку, Афганістані, сил ООН у колишній Югославії, згодом RG-33. Також машину в Іраку використовують приватні охоронні компанії.

## Модифікації

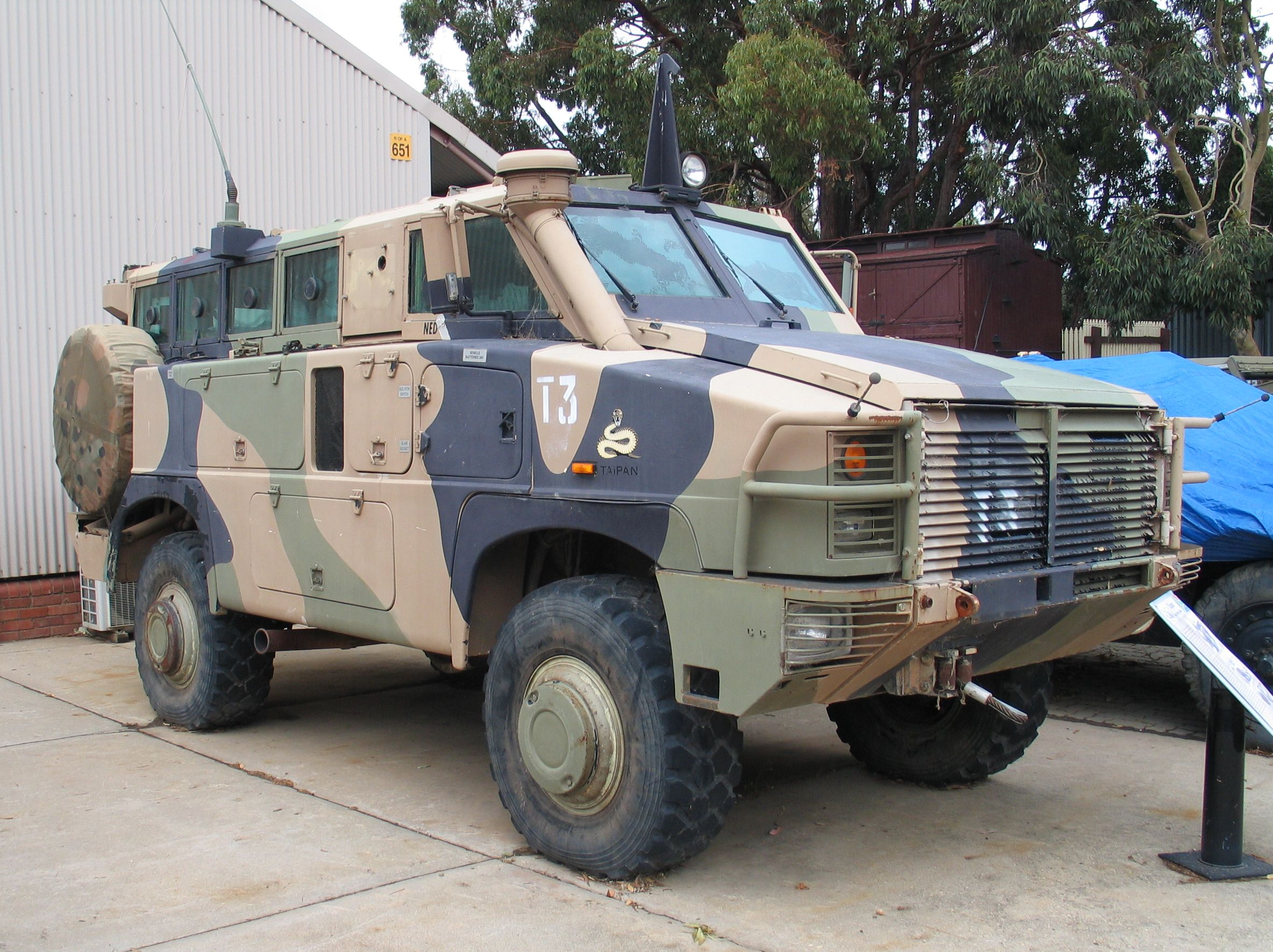
Taipan APC створений на базі Mamba Mk5

- Мамба Mk1 — базова модель 2x4 (Land Systems OMC[en] (дочірнє підприємство BAE Systems Land Systems South Africa[en]) збудувало 500 машин)
  - Springbuck Mk1 — модифікація
  - Reva Mk1 — модифікація для ММС (міжнародних миротворчих сил)
  - Puma — модифікація з мотором Toyota Dyna 7-145
- Mamba Mk2 — модифікація компанії Sandock-Austral[en] із захистом проти стрілецької зброї 5,56-мм? 4-ступінчатою КП. Mamba Mk II — імпортний варіант
  - Мамба Mk2 EE — модифікація для ЗС Естонії
  - Мамба Mk2 SW модифікація для ЗС Швеції
  - Komanche — модифікація на короткій колісній базі (SWB) для 7 військових
  - Sabre — модифікація для 4 військових і вантажним відділом у задній частині
  - Alvis 4 — модифікація для ЗС Великої Британії
  - Alvis 8 — модифікація короткобазового Komanche для ЗС Великої Британії
  - RG-31 Nyala — модернізована повнопривідна модифікація Mamba Mk1
  - Romad — модифікації компанії Sandock-Austral
  - Reva Mk2 — модифікація для ММС з турбодизелем Cummins 400 I6 Турбо
  - Springbuck Mk2 — модифікація базової моделі
- Mamba Mk3 — повнопривідна 4×4 модифікація з мотором Mercedes Benz 312N, 8-ступінчатою КП. Компанія Alvis Vickers[pl]. Захист проти стрілецької зброї 7,62-мм Magirius
  - Reva Mk3 — модифікація для ММС
- Mamba Mk5 — повнопривідна 4×4 модифікація з мотором Iveco Euro 3 і панцирним захистом В7. Виробництво Osprea Logistics SA з Преторії.
- Taipan — модифікація з турбодизелем Mercedes Benz OM366LA, потенційний варіант спеціального транспортного засобу (англ. Australian Specialised Vehicle System (ASVS)) для Австралії (проект Bushmaster)

## Країни-оператори
- Аргентина
- Бурунді
- Велика Британія
- Естонія
- Індонезія
- Італія
- Канада
- Кенія
- Республіка Конго
- Кот-д'Івуар
- Норвегія
- ПАР
- Руанда
- Судан
- США
- Танзанія
- Уганда
- Україна
- Швейцарія
- Швеція
- Таїланд